# جائزة بلنسية الكبرى للدراجات النارية 2010
جائزة بلنسية الكبرى للدراجات النارية 2010 هو سباق دراجات نارية أقيم بتاريخ 7 نوفمبر 2010 في حلبة ريكاردو تورمو. كان الجولة الثامنة عشر من أصل 18 في سباق الجائزة الكبرى للدراجات النارية موسم 2010. فاز خورخي لورنزو بفئة الموتو جي بي بينما جاء كيسي ستونر في المركز الثاني وحصل على المركز الثالث فالنتينو روسي. فاز بفئة الموتو 2 التشيكي كاريل أبراهام.

## وصلات خارجية
- الموقع الرسمي